# 武田綾乃
武田 綾乃（たけだ あやの、1992年〈平成4年〉 - ）は、日本の女性小説家。京都府宇治市出身。

## 経歴
小学生の頃、自身と同じ京都府出身である綿矢りさの『蹴りたい背中』 を読んで小説家に憧れるようになった。京都府立嵯峨野高等学校に進学後、文芸部に加入し本格的に小説を書き始める。
2012年（平成24年）、同志社大学文学部美学芸術学科1年生のとき、高校の美術部を題材とした『今日、きみと息をする。』を宝島社主催の新人賞である第8回日本ラブストーリー大賞に応募する。応募時の筆名は片仮名6文字でタケダアヤノだった。『今日、きみと息をする。』は同賞の最終選考候補作品に選ばれる。受賞とはならなかったものの「隠し玉作品」として、2013年（平成25年）5月に宝島社文庫として出版された。
2013年（平成25年）12月に、小中学校時代に約5年間所属した吹奏楽部の体験と母校・嵯峨野高校吹奏楽部への取材を基にした第2作『響け！ ユーフォニアム 北宇治高校吹奏楽部へようこそ』を発表した。大学2年のときからずっと定期的に書き続けてきた作品であること、タイトル案について「当初、メジャーなトランペットにしようか、いやトロンボーンに、と編集さんの間では紆余曲折あったが私としてはあえてユーフォニアムを打ち出すことにした」と明かしている。また物語の舞台を宇治にしたのは、2012年の豪雨災害を経験し、生まれ育った宇治の当たり前に見ている風景を残しておきたかったからと話している。
2016年（平成28年）より宇治市観光大使に就任。
2019年（平成31年/令和元年）、『その日、朱音は空を飛んだ』で第40回吉川英治文学新人賞候補。2020年、『愛されなくても別に』で第37回織田作之助賞候補。2021年、同作で第42回吉川英治文学新人賞を受賞した。
2021年12月、結婚したことを自身のTwitterで公表した。2024年には第1子の誕生を報告している。

## 人物
- 高校の同級生に女優の吉岡里帆がいる[12]。
- 小学5年から中学3年までの5年間、金管バンド部・吹奏楽部でユーフォニアムを演奏していた[4][5]。
- 好きな作家として綿矢りさ、辻村深月の名前をあげている。中でも『蹴りたい背中』と『凍りのくじら』に一番大きな影響を受けた[1]。
- 実家では猫を飼っており[13]、サイン本には猫のイラストを自身のサインとともに描いている[14]。
- 同志社大学在学時は京阪電車で通学し、出町柳駅からは徒歩15分ほどかけて大学へ向かっていた。通学のたびに訪れるだけでなく、地元・宇治と同じく自然が多く残っており、ほっとすることから、鴨川デルタをはじめとした出町界隈を特に愛着のある場所として挙げている[6]。

## 作品リスト

### 小説

#### 響け！ ユーフォニアムシリーズ

##### 北宇治高校編
- 響け！ ユーフォニアム 北宇治高校吹奏楽部へようこそ（2013年12月 宝島社文庫）
- 響け！ ユーフォニアム 2 北宇治高校吹奏楽部のいちばん熱い夏（2015年3月 宝島社文庫）
- 響け！ ユーフォニアム 3 北宇治高校吹奏楽部、最大の危機（2015年4月 宝島社文庫）
- 響け！ ユーフォニアム 北宇治高校吹奏楽部のヒミツの話（2015年6月 宝島社文庫）
- 響け！ ユーフォニアム 北宇治高校の吹奏楽部日誌（2016年10月 宝島社文庫） - 短編2篇を収録した公式ガイドブック
- 響け！ ユーフォニアム 北宇治高校吹奏楽部、波乱の第二楽章 前編（2017年9月 宝島社文庫）
- 響け！ ユーフォニアム 北宇治高校吹奏楽部、波乱の第二楽章 後編（2017年10月 宝島社文庫）
- 響け！ ユーフォニアム 北宇治高校吹奏楽部のホントの話（2018年4月 宝島社文庫）
- 響け！ ユーフォニアム 北宇治高校吹奏楽部、決意の最終楽章 前編（2019年5月 宝島社文庫）
- 響け！ ユーフォニアム 北宇治高校吹奏楽部、決意の最終楽章 後編（2019年7月 宝島社文庫）
- 響け！ ユーフォニアム 北宇治高校吹奏楽部のみんなの話（2024年6月 宝島社文庫）

##### 立華高校編
- 響け！ ユーフォニアムシリーズ 立華高校マーチングバンドへようこそ 前編（2016年8月 宝島社文庫）
- 響け！ ユーフォニアムシリーズ 立華高校マーチングバンドへようこそ 後編（2016年9月 宝島社文庫）

##### スピンオフ
- 飛び立つ君の背を見上げる（2021年2月 宝島社 / 2023年8月 宝島社文庫）
  - 文庫版では「記憶のイルミネーション」を追加収録（単行本では初回特典として封入）。

#### 君と漕ぐシリーズ
- 君と漕ぐ ながとろ高校カヌー部（2019年2月 新潮文庫nex）
- 君と漕ぐ2 ながとろ高校カヌー部と強敵たち（2019年9月 新潮文庫nex）
- 君と漕ぐ3 ながとろ高校カヌー部と孤高の女王（2020年9月 新潮文庫nex）
- 君と漕ぐ4 ながとろ高校カヌー部の栄光（2021年9月 新潮文庫nex）
- 君と漕ぐ5 ながとろ高校カヌー部の未来（2023年3月 新潮文庫nex）

#### ノンシリーズ
- 今日、きみと息をする。（2013年5月 宝島社文庫 / 2023年5月 宝島社文庫【新装版】）
- 石黒くんに春は来ない（2016年11月 イースト・プレス / 2019年12月 幻冬舎文庫）
- 青い春を数えて（2018年8月 講談社 / 2021年7月 講談社文庫）
  - 収録作品：白線と一歩 / 赤点と二万 / 側転と三夏 / 作戦と四角 / 漠然と五体 / そして奇跡は起こる（文庫のみ） / 青い鳥なんていらない（文庫のみ）
- その日、朱音は空を飛んだ（2018年11月 幻冬舎 / 2021年4月 幻冬舎文庫）
- どうぞ愛をお叫びください（2020年6月 新潮社 / 2022年9月 新潮文庫nex）
- 愛されなくても別に（2020年8月 講談社 / 2023年7月 講談社文庫）
- 世界が青くなったら（2022年3月 文藝春秋）
- バブル（2022年4月 集英社文庫）- 同名のアニメーション映画（監督：荒木哲郎、原作：バブル製作委員会）のノベライズ
- 嘘つきなふたり（2022年11月 KADOKAWA）
- 可哀想な蠅（2023年9月 新潮社）
  - 収録作品：可哀想な蠅 / まりこさん /  重ね着 / 呪縛

#### アンソロジー収録
「」内が武田綾乃の作品
- 5分で読める！ ひと駅ストーリー 夏の記憶 西口編（2013年7月 宝島社文庫）「俺の彼女は人見知り」
- 5分で読める！ ひと駅ストーリー 冬の記憶 西口編（2013年12月 宝島社文庫）「かわいそうなうさぎ」
- 5分で凍る！ ぞっとする怖い話（2015年5月 宝島社文庫）「かわいそうなうさぎ」
- 5分で読める！ ひと駅ストーリー 旅の話（2015年12月 宝島社文庫）「クリスマスプレゼント」
- 5分で驚く！ どんでん返しの物語（2016年6月 宝島社文庫）「かわいそうなうさぎ」
- 放課後探偵団2 書き下ろし学園ミステリ・アンソロジー（2020年11月 創元推理文庫）「その爪先を彩る赤」
- 1話3分で驚きの結末！ 大どんでん返しの物語（2021年3月 宝島社）「かわいそうなうさぎ」
- Story for you（2021年3月 講談社）「一緒に遊ぼう」
- 彼女。 百合小説アンソロジー（2022年3月 実業之日本社 / 2024年2月 実業之日本社文庫）「馬鹿者の恋」
- 貴女。 百合小説アンソロジー（2024年6月 実業之日本社）「恋をした私は」

#### 単行本未収録（小説）
- 北宇治吹部だより 第10回「それじゃあ、またね」（2015年3月17日 宝島社特設サイト[15]）
- 祖母と、60回目の夏（『京響と仲間たち』 淡交社編集局編 2017年10月 淡交社）
- 叫ぶ声は届いていた（講談社『小説現代』2018年7月号）
- ある日、東京にて。（2019年2月 『君と漕ぐ ながとろ高校カヌー部』初回特典）
- 一緒に遊ぼう（2020年8月26日 tree[16]）
- 君ありて幸福（2021年3月 『「響け！ユーフォニアム」5th Anniversary Disc 〜きらめきパッセージ〜』初回特典）
- 馬鹿者の恋（2021年11月 実業之日本社『THE FORWARD』Vol.1）
- 休日、愛らしい友人と（2023年8月 映画『特別編 響け！ユーフォニアム〜アンサンブルコンテスト〜』入場特典）
- 贈り物に愛を込めて（2023年8月 映画『特別編 響け！ユーフォニアム〜アンサンブルコンテスト〜』入場特典）
- 偶発的再会と他愛ない会話について（2023年8月 映画『特別編 響け！ユーフォニアム〜アンサンブルコンテスト〜』入場特典）
- きみと雨上がりを（2023年11月 ポケモン特設サイト・ポケモンセンターグッズ購入特典） - 原案：『ポケットモンスター スカーレット・バイオレット』。監修：株式会社ポケモン、株式会社ゲームフリーク[17]

### エッセイ

#### 単行本
- なんやかんや日記 京都と猫と本のこと（2023年6月 小学館）

#### 単行本未収録（エッセイ）
- 思い出の味 第25回「出町ふたばの豆大福」（小学館『STORY BOX』2019年11月号 / 2019年12月5日 小説丸[18]）
- 幸せって何だろう Vol.27「猫の教え」（日本自動車連盟『JAF Mate』2020年1月号）
- いま再読したい「私を変えた一冊」（瀬尾まいこ『卵の緒』）（講談社『群像』2020年10月号）
- 書評 『オーラの発表会』綿矢りさ（講談社『群像』2021年12月号）
- 理想のノベライズを目指して（集英社『青春と読書』2022年5月号[19]）
- 人生の指針となった本（『Another side of 辻村深月』2023年3月 KADOKAWA）
- なんやかんやでエッセイが本になりまして（2023年6月14日 小説丸[20]）

### 漫画原作
- 花は咲く、修羅の如く（集英社『ウルトラジャンプ』2021年7月号 - ） - 漫画：むっしゅ

## メディアミックス作品

### コミカライズ

#### 響け！ ユーフォニアムシリーズ
- 響け！ ユーフォニアム 北宇治高校吹奏楽部へようこそ（2015年4月 - 2015年11月 宝島社 このマンガがすごい！ comics 全3巻） - 漫画：はみ
- 響け！ ユーフォニアム 北宇治高校吹奏楽部のいちばん熱い夏（2016年9月 - 2016年10月 宝島社 このマンガがすごい！ comics 全2巻） - 漫画：はみ
- 響け！ ユーフォニアム 北宇治高校吹奏楽部、最大の危機（2017年7月 - 2017年8月 宝島社 このマンガがすごい！ comics 全2巻） - 漫画：はみ

#### アンソロジー収録
- コミック あっ！ と驚く7つのストーリー（2017年4月 宝島社）「クリスマスプレゼント」 - 漫画：水津あさ

### テレビアニメ
- 響け！ユーフォニアム（2015年4月 - 7月、監督：石原立也）
- 響け！ユーフォニアム2（2016年10月 - 12月、監督：石原立也）
- アニ×パラ〜あなたのヒーローは誰ですか〜 episode16 パラカヌー（2023年3月、監督：細川ヒデキ） - 原作・脚本原案を担当。『君と漕ぐ』とのコラボレーションアニメ[21]。
- 響け！ユーフォニアム3（2024年4月 - 6月、監督：石原立也）
- 花は咲く、修羅の如く（2025年1月 - 、監督：宇和野歩）

### 劇場アニメ
- 劇場版 響け！ユーフォニアム〜北宇治高校吹奏楽部へようこそ〜（2016年4月23日公開、監督：石原立也）
- 劇場版 響け！ユーフォニアム〜届けたいメロディ〜（2017年9月30日公開、総監督：石原立也、監督：小川太一）
- リズと青い鳥（2018年4月21日公開、監督：山田尚子）
- 劇場版 響け！ユーフォニアム〜誓いのフィナーレ〜（2019年4月19日公開、監督：石原立也）
- 特別編 響け！ユーフォニアム〜アンサンブルコンテスト〜（2023年8月4日公開、監督：石原立也）

### 実写映画
- 愛されなくても別に（2025年7月4日公開、監督：井樫彩、主演：南沙良）[22]

### ドラマCD
- TVアニメ『響け！ユーフォニアム』ドラマCD（2015年8月）
- 「響け！ユーフォニアム」5th Anniversary Disc 〜きらめきパッセージ〜（2021年3月）

### 楽曲
- Biri-Biri（2023年11月、YOASOBI） - 「きみと雨上がりを」を原作とした楽曲[23]。